# Армас Тојвонен
Армас Адам Тојвонен (фин. Armas Adam Toivonen; Халико, 20. јануар 1899 — Хелсинки, 12. септембар 1973) био је фински атлетичар специјалиста за трчање маратонских трка, освајач бронзане медаље на 1932. у Лос Анђелесу и златне на Првом Европском првенству 1934. у Торину. Био је члан АК Хелсинки из Хелсинкија.
За учешће у маратонској трци на Олимпијским играма1932 у Лос Анђелесу финци су пријавили тројицу маратонаца. Поред Тејвонена ту су били Паво Нурми и Виле Киренен. Због кршење правила аматерског такмичења Нурмију није дозвољено да се такмичи, па је као трећи Финац пријављен Ласе Виртанен. На почетку трке Аргентинац Хуан Карлос Забала веома рано је преузео водећу улогу. На половини трке Забала је водио испред Виртанена и Тојвонена. На 30. километру дебитант Виртанен је трчао упоредо са Забалом, али је на 37. км морао одустати. Забала је победио (2:31,36) испред другопласитраног Британца, Сема Фериса (2:31:55) и трећег Тојвонена (2:32:12) који је стигао 36 секунди иза победника.
У маратонској трци 1. Европског атлетског првенства 1934. у Торину такмичило се 15 маратонаца, од који је само 9 завршило трку. Тојвонен је тактички трчао и на 30 км је преузео водеће место од Швеђанина Торе Енохсона. Победио је са 2:52:29,0 што је више од два минута предности од другопласираног Швеђанина (2:54:35,6).